# 주름버섯아강
주름버섯아강(Agaricomycetidae) 또는 담자균아강(擔子菌亞綱) 은 담자균문에 속한 균류 아강의 하나이다. 이전 1984년에 마르셀 록킨(Marcel Locquin)이 명명했지만, 이 출판은 라틴어 표징을 하지 않았기 때문에 국제식물명명규약에서 유효하지 않다. 1986년 파마스토(Erast Parmasto) 출판이 유효명으로 인정받고 있다.

## 하위 분류
- 주름버섯목 (Agaricales) - 32과 410속 이상
- 밀고약버섯목 (Amylocorticiales) - 1과 14속
- 부후고약버섯목 (Atheliales) - 1과 22속
- 그물버섯목 (Boletales) - 16과 95속 이상
- Jaapiales - 1과 1속
- Lepidostromatales - 1과 3속